# Aïn Legradj
Aïn Legradj (kabyle : Alegraǧ), est une commune de la wilaya de Sétif dans la région de Petite Kabylie en Algérie.

## Géographie
Situé en basse Kabylie (petite Kabylie de l'est), Aïn Legradj fait partie de la chaîne montagneuse des Bibans des Babors.
Aïn Legradj est attenante aux communes de Guenzet, Hammam Guergour, Harbil, Beni Chebana, Beni Ourtilane, Draa Kebila et celle de Ilmayen (wilaya de Bordj-Bou-Arreridj).
La commune regroupe plusieurs villages et localités : Tichrahin, Tighouname, Tilatiwin, El Qoba, Amalou, Echouf, Tighermin, Achrah Laïd, Ouesser, Aghlad Imejat, Ilezzazen, Aït Sidi Ali, Ighbouliyen, Laazib, Aït Hafed, Aït Achache, Cherfa Oufella, Cherfa Ouada, Chelhab et Iyerman.